# Københavns Rådhus' 50-års jubilæum
|  | Denne artikel er oprettet af botten Steenthbot ud fra en ekstern database. Den kan derfor have sproglige fejl eller mangler. Denne skabelon kan fjernes efter kontrol af indholdet. |

Københavns Rådhus' 50-års jubilæum er en dansk dokumentarfilm fra 1955 instrueret af Ingolf Boisen.

## Handling
Københavns Rådhus' 50-års jubilæum fejres den 12. september 1955. Til stede ved den store festlighed er tidligere medlemmer af Borgerrepræsentationen og magistraten samt pensionerede medarbejdere fra rådhusforvaltningen, som møder dem, der i dag har deres daglige gang i Nyrops rådhus. Menuen står på ægte skildpaddesuppe, hummer, ovnstegte herregårdsænder og rådhuslagkage.

## Medvirkende
- H.P. Sørensen, Overborgmester, Københavns Kommune